# Kalki Koechlin
Kalki Koechlin (Puducherry, India, 10 de enero de 1984) es una actriz y escritora francesa, quien vive y trabaja en India. Reconocida por su trabajo en el ambiente cinematográfico de Bollywood, la actriz ha ganado varios galardones como el Premio Nacional de Cine, el Premio Filmfare y el Screen Award. Se le confirió además la Orden de las Artes y las Letras por el Ministerio de Cultura de Francia por sus contribuciones a la industria cinematográfica.

## Biografía

### Primeros años
Nacida de padres franceses en Pondicherry, India, Koechlin empezó a actuar en teatro desde su niñez. Es descendiente de Maurice Koechlin, ingeniero estructural francés que tuvo un destacado rol en la construcción de la Torre Eiffel. Sus padres son devotos del filósofo indio Sri Aurobindo, por lo que Kalki pasó gran parte de su niñez en la población de Auroville. La familia más tarde se asentó en Kallatty, pueblo cercano de Tamil Nadu, donde el padre de Koechlin estableció un negocio de diseño de alas delta y aviones ultraligeros.

### Carrera

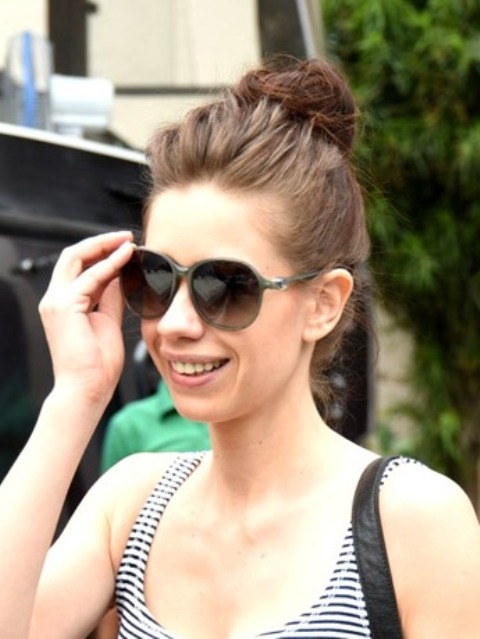
Koechlin en 2013.

Entusiasmada por iniciar una carrera como actriz, a los 18 años viajó a Inglaterra para estudiar artes dramáticas en la Universidad de Londres, trabajando simultáneamente con una compañía de teatro local. Tras retornar a la India, hizo su debut en la gran pantalla interpretando el personaje de Chandramukhi en la película dramática Dev.D in 2009. Por esta actuación ganó el Premio Filmfare en la categoría de mejor actriz de reparto. Acto seguido protagonizó dos exitosas películas: Zindagi Na Milegi Dobara (2011) y Yeh Jawaani Hai Deewani (2013), logrando nominaciones a los premios Filmfare por mejor actriz de reparto en ambas oportunidades. Koechlin inició su carrera como guionista en 2011 con la película de suspenso That Girl in Yellow Boots, en la cual también interpretó el papel protagónico.
Koechlin cimentó su fama en el país asiático con su participación en el drama político Shanghai (2012) y la cinta de suspenso sobrenatural Ek Thi Daayan (2013). Mientras participaba en cintas exitosas en taquilla también se le pudo ver en producciones del cine independiente como la comedia Waiting (2015) y el filme de suspenso A Death in the Gunj (2016). Ganó el premio especial del jurado en la gala de los Premios Nacionales de Cine por interpretar a una joven con parálisis cerebral en el drama Margarita with a Straw (2014).
Aparte del cine, Koechlin ha escrito, producido y actuado en varias obras teatrales. Escribió el drama Skeleton Woman (2009), por el que ganó un Premio MetroPlus Playwright y debutó como directora teatral con la obra Living Room (2015). Presentó un programa de viajes titulado Kalki's Great Escape, que se estrenó en Fox Life en septiembre de 2016.

### Actualidad
En 2017 protagonizó las cintas Mantra y Jia Aur Jia. Interpretó a una inmigrante francesa en el cortometraje de Siddharth Sinha The Job. Producido por Kushal Shrivastava, el filme fue destinado para ser una crítica del sector corporativo y del tratamiento de los empleados. Su actuación atrajo elogios de los críticos, que atribuyeron el atractivo de la película a su persuasiva interpretación.

### Vida personal

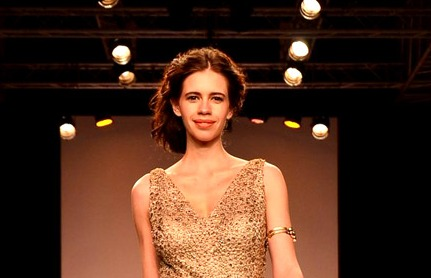
Koechlin en la Lakme Fashion Week 2014

Koechlin se casó con el productor de películas Anurag Kashyap en abril de 2011, en su casa materna en Ooty. Se conocieron cuando ella grababa su película debut Dev.D. El 13 de noviembre de 2013 Koechlin y Kashyap anunciaron su separación. El 19 de mayo de 2015, se divorciaron oficialmente en un juzgado de Mumbai. Durante el periodo entre su separación y su divorcio la pareja buscó asesoramiento matrimonial.
El 30 de septiembre de 2019, Koechlin confirmó su embarazo con su novio, Guy Hershberg, un músico israelí.

## Filmografía

### Cine
| Año  | Título                                      | Papel                   | Notas      |
| ---- | ------------------------------------------- | ----------------------- | ---------- |
| 2007 | Laaga Chunari Mein Daag                     |                         | Cameo      |
| 2009 | Dev.D                                       | Chandramukhi            |            |
| 2010 | The Film Emotional Atyachar                 | Sophie                  |            |
| 2010 | That Girl in Yellow Boots                   | Ruth Edscer             |            |
| 2011 | Shaitan                                     | Amrita "Amy" Jayshankar |            |
| 2011 | Zindagi Na Milegi Dobara                    | Natasha                 |            |
| 2011 | My Friend Pinto                             | Maggie                  |            |
| 2011 | Trishna                                     | Ella misma              | Cameo      |
| 2012 | Shanghai                                    | Shalini Sahay           |            |
| 2013 | Ek Thi Daayan                               | Lisa Dutt               |            |
| 2013 | Yeh Jawaani Hai Deewani                     | Aditi Mehra             |            |
| 2014 | Happy Ending                                | Vishakha                |            |
| 2015 | Margarita with a Straw                      | Laila                   |            |
| 2015 | Waiting                                     | Tara Deshpande          |            |
| 2015 | Un plus une                                 | Ella misma              | Cameo      |
| 2015 | Kaash                                       | Elsbeth                 | Cameo      |
| 2016 | Freedom Matters                             | Ella misma              | Documental |
| 2016 | Living Shakespeare                          | Ella misma              | Documental |
| 2016 | A Death in the Gunj                         | Mimi                    |            |
| 2016 | Mantra                                      | Piya Kapoor             |            |
| 2017 | Naked                                       | Sandy                   | Corto      |
| 2017 | Jia Aur Jia                                 | Jia                     |            |
| 2017 | Ribbon                                      | Sahana Mehra            |            |
| 2017 | The Thought of You                          |                         | Corto      |
| 2017 | Azmaish: A Journey Through the Subcontinent | Ella misma              | Documental |
| 2018 | The Job                                     |                         | Corto      |

### Televisión
| Año  | Título               | Papel        | Notas       |
| ---- | -------------------- | ------------ | ----------- |
| 2015 | Man's World          |              | Cameo       |
| 2016 | Kalki's Great Escape | Presentadora | 8 episodios |
| 2016 | Shockers             |              |             |
| 2018 | Smoke                |              |             |